# Vincent Delieuvin
Vincent Delieuvin est un auteur et historien de l'art français spécialiste de la peinture italienne du XVIe siècle. Depuis 2006, il travaille comme conservateur du patrimoine au musée du Louvre.

## Biographie
Vincent Delieuvin est un historien d'art et conservateur en chef chargé de la peinture italienne du XVIe siècle au département des peintures du musée du Louvre depuis 2006. Il a notamment écrit plusieurs ouvrages sur Léonard de Vinci. Il est chevalier des Arts et des Lettres. Diplômé de l’Institut national du patrimoine (Musées – État – Promotion Jacques Tati – 2003), il a été commissaire de plusieurs expositions dont celle sur Léonard de Vinci au Musée du Louvre du 24 octobre 2019 au 24 février 2020.
Il a écrit un livre sur le Salvator Mundi fin 2019 qui n'aurait été distribué que pendant 2 heures avant d'être retiré de la vente en raison du contexte d'exposition et de la tension politique avec le prince héritier d'Arabie Saoudite, Mohamed Ben Salmane, qui en serait le propriétaire,.
Il est membre du comité de rédaction de la Revue de l'art depuis 2015.
Lauréat de la bourse de la Fondation Carnot en 2004, il a réalisé un séjour de cinq mois à Rome afin d’étudier la fortune artistique de Federico Barocci.
Lauréat de la bourse Focillon en 2015, il a passé plusieurs mois aux États-Unis grâce à l'université Yale pour son projet : « Original, copie, dérivation. L’œuvre de Léonard de Vinci à travers les reprises de ses suiveurs. Étude des œuvres léonardesques conservées dans les collections publiques des États-Unis ».

## Publications
Parmi une liste non exhaustive :
- La Belle Jardinière de Raphael, Vincent Delieuvin, édition EL VISO, avril 2021.  (ISBN 978-84-121548-2-5)
- Léonard de Vinci, Vincent Delieuvin et Louis Frank (dir.) Coédition musée du Louvre éditions / Hazan, octobre 2019. Catalogue d'exposition, 480 p., 29,5 × 3,7 × 24,8 cm.  (ISBN 2754111239),  (ISBN 978-2754111232)
- Léonard de Vinci en 15 questions, Hazan, 2019. 84 pages, 23 cm.  (ISBN 978-2754110655)
- Léonard de Vinci, Delpire éd., coll. « Poche illustrateur », 2019, 128 p., 19 × 1,1 × 12,5 cm  (ISBN 979-1095821205)
- La Joconde nue, Coédition Domaine de Chantilly - musée Condé et In Fine éditions d'art, 2019. catalogue d'exposition, 224 pages, 228*287*20, (ISBN 978-2951985162)
- Qu'est-ce qu'elle a donc, cette Joconde ?, Actes Sud junior, 2016. 61 pages, 21 cm.  (ISBN 978-2-330-06892-9)
- La Sainte Anne, l’ultime chef-d’œuvre de Léonard de Vinci (catalogue d'exposition), Vincent Delieuvin (dir.) avec Françoise Barbe, Cécile Beuzelin, Sue Ann Chui. Officina Libraria, coll. « Musée du Louvre », 2012, 448 p., 24,5 × 3,4 × 29,3 cm.  (ISBN 978-8-88985-487-7)
- Raphaël, les dernières années, Éditions du Louvre et Hazan, 2012. Catalogue d'exposition, 400 pages.  (ISBN 9782754106689)
- Baccio Bandinelli : dessins, sculptures, peintures , Françoise Viatte et Marc Bormand pour les sculptures, Vincent Delieuvin pour la peinture ; avec la collaboration de Véronique Goarin. Louvre éditions , Officina libraria, 2011. 318 pages, 28 cm.  (ISBN 978-2-35031-315-3)
- Titien, Tintoret, Véronèse, rivalités à Venise, Vincent Delieuvin et Jean Habert ; assistés d'Arturo Galansino. Hazan : Musée du Louvre éditions, 2009. Catalogue d'exposition, 479 pages, 29,5 x 4 x 25,5 cm.  (ISBN 978-2-7541-0405-0) et  (ISBN 978-2-35031-252-1). Et, des mêmes auteurs avec Amine Kharchach: l'album de l'exposition : 47 pages, 29 cm,  (ISBN 978-2-7541-0405-0) et  (ISBN 978-2-35031-253-8)

## Expositions
En tant que commissaire d'exposition :
- Leonardo y la copia de Mona Lisa. Nuevos planteamientos sobre la práctica del taller vinciano, Espagne, Madrid, 28 septembre 2021 - 23 janvier 2022[10]
- Léonard de Vinci, Musée du Louvre, France, 24 octobre 2019 - 24 février 2020[11]
- La Joconde nue, Domaine de Chantilly, France, 1er juin – 6 octobre 2019[12]
- Raphaël, les dernières années, Musée du Louvre, France, 11 octobre 2012 – 14 janvier 2013[13]
- La Sainte Anne, l’ultime chef-d’œuvre de Léonard de Vinci, Musée du Louvre, France, 29 mars 2012 au 25 juin 2012[14]
- Titien, Tintoret, Véronèse… Rivalités à Venise, Museum of Fine Arts de Boston, USA, du 15 mars 2009 au 16 août 2009 puis Musée du Louvre, France, du 17 septembre 2009 au 4 janvier 2010[15]
- Louis XVI et Marie-Antoinette à Compiègne, Musées et domaines nationaux du Palais impérial de Compiègne, France, 25 octobre 2006 – 29 janvier 2007[16]